# Força central

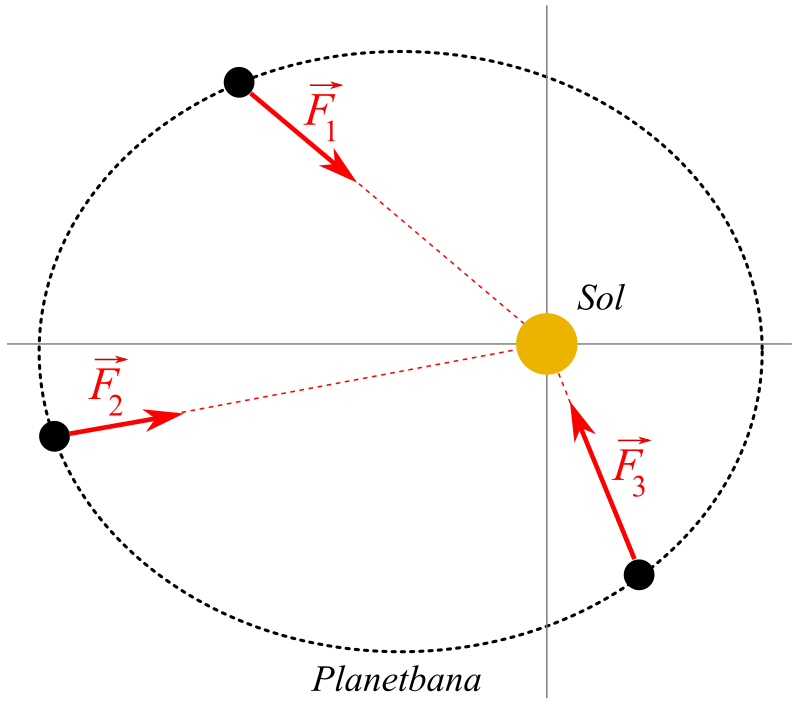
Na imagem, estão representadas 3 forças centrais que o Sol aplica em 3 satélites percorrendo uma trajetória elíptica.

Em mecânica clássica, uma força central é uma força cuja magnitude depende somente da distância r entre os objetos e que é dirigida ao longo da linha que os une, ou seja:
{\displaystyle {\vec {F}}=\mathbf {F} (\mathbf {r} )=F(||\mathbf {r} ||){\hat {\mathbf {r} }}}
em que {\displaystyle \scriptstyle {\vec {\text{ F }}}} é a força, F é o vetor função de força, F é um escalar cujo valor é a função de força, r é o vetor posição, ||r|| é o seu comprimento, e {\displaystyle \scriptstyle {\hat {\mathbf {r} }}} = r/||r|| é o vetor unitário correspondente.
Equivalentemente, um campo de força é central se, e somente se, ele possui simetria esférica.

## Propriedades
Um campo de forças centrais é um campo conservativo, isto é, pode sempre ser expresso em termos do gradiente de um potencial:
{\displaystyle \mathbf {F} (\mathbf {r} )=-\mathbf {\nabla } V(\mathbf {r} ){\text{, onde }}V(\mathbf {r} )=\int _{|\mathbf {r} |}^{+\infty }F(r)\,\mathrm {d} r}
(O limite superior de integração é arbitrário, pois o potencial é definido a menos de uma constante aditiva).
Em um campo conservativo, a energia mecânica total (cinética e potencial) é conservada:
{\displaystyle E={\frac {1}{2}}m|\mathbf {\dot {r}} |^{2}+V(\mathbf {r} )={\text{constante}}}
Na equação acima, ṙ denota a derivada de r em relação ao tempo, que é a velocidade. Num campo de força central, o momento angular também se conserva:
{\displaystyle \mathbf {L} =\mathbf {r} \times m\mathbf {\dot {r}} ={\text{constante}}}
pois o torque exercido pela força central é nulo. Como consequência, o corpo se move no plano perpendicular ao vetor momento angular, contendo a origem, e obedece a segunda lei de Kepler. Se o momento angular é zero, o corpo se move ao longo da linha que o une à origem.
Uma conseqüência de ser conservativo é que um campo de força central é irrotacional, isto é, seu rotacional é zero, exceto na origem:
{\displaystyle \nabla \times \mathbf {F} (\mathbf {r} )=\mathbf {0} {\text{.}}}

## Exemplos
A força gravitacional e a força de Coulomb são dois exemplos familiares para os quais F(r) é proporcional à 1/r2. Um objeto em tal campo de força com F negativo (correspondente a uma força atrativa) obedece às leis de Kepler do movimento planetário.
O campo de força de um oscilador harmônico no espaço é central, com F(r) proporcional a r e negativo.
Pelo teorema de Bertrand, as leis de forças F(r) = −k/r2 e F(r) = −kr são os únicos campos centrais possíveis onde as órbitas são estáveis e fechadas.